# Wulkan zaskakuje Wenus i Marsa
Wulkan zaskakuje Wenus i Marsa (wł. Marte e Venere sorpresi da Vulcano) – obraz olejny włoskiego malarza Jacopa Tintoretta.

## Geneza
Motyw przedstawiony na obrazie pochodzi z greckiego eposu Odyseja Homera lub z Metamorfoz Owidiusza. Opowieść dotyczy zdrady bogini Wenus z bogiem wojny Marsem. Mężem Wenus był Wulkan (Hefajstos). Romans został odkryty przez wszechwiedzącego boga słońca Apolla. Wulkan po odkryciu zdrady sporządził sieć, w którą zamierzał schwytać kochanków, a na świadków nierządnego czynu wezwał innych bogów. Oni też mieli rozstrzygnąć, co zrobić z przyłapaną parą. Niezręczna sytuacja dostarczyła wiele rozrywki zebranym bogom.

## Opis obrazu
Interpretacja tematu przez Tintoretta bardziej przypomina groteskową scenę rodzajową. Ukazuje moment poprzedzający odkrycie zdrady Wenus, przez co odchodzi od tradycyjnego ujęcia sceny zdrady bogini. Roznegliżowana Wenus leży na łożu. Wydaje się być znużoną podejrzliwością Wulkana, który poszukuje dowodów zdrady małżonki. Nigdzie nie widać sieci, o której opowiada Owidiusz. Jest za to ukryty pod łóżkiem, już w zbroi, bóg wojny Mars. Tradycyjnie strzelający z łuku do bogów Amor śpi spokojnie w kołysce, najwyraźniej niezainteresowany wydarzeniami. Groteskowość sceny dopełnia wizerunek psa, symbolu wierności małżeńskiej, który za moment swoim szczekaniem zdradzi kryjówkę kochanka.